# Таванн, Жан де Со
Жан де Со, виконт де Таванн, барон де Сюлли и Игурне (фр. Jean de Saulx; 1555–1629) –  французский дворянин, военачальник, маршал католической лиги (1592), 
мемуарист.

## Биография
Сын полководца Гаспара де Со, сеньора де Таванна, который был губернатором Бургундии. Брат  Гильома де Со Таванна.

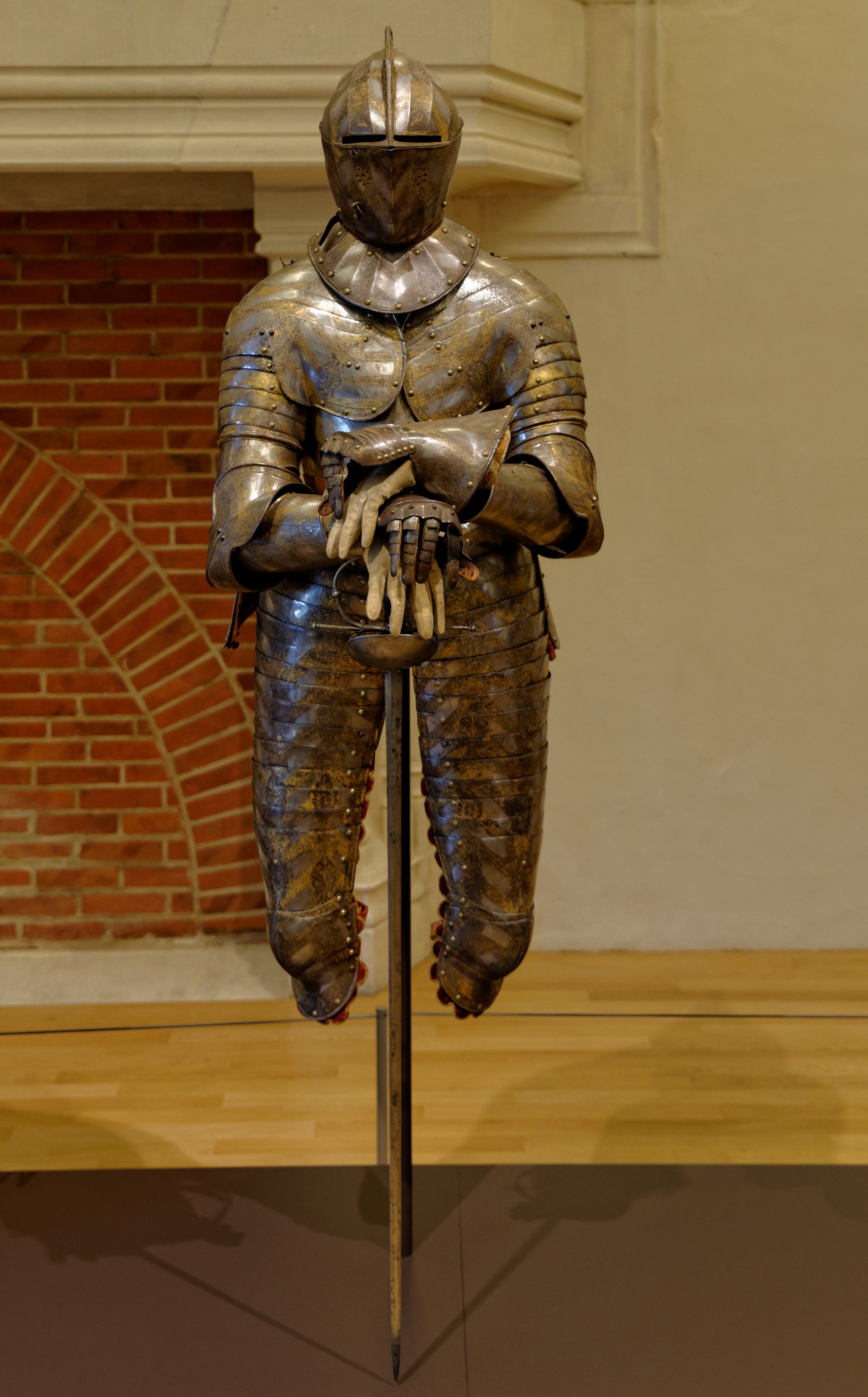
Доспехи украшенные орнаментированными, точеными и позолоченными полосами на полированном стальном фоне: доспехи Жана де Со -Таванна, выставленный в Музее изящных искусств в Дижоне

Сопровождал герцога Анжуйского — будущего короля Генриха III — при осаде Ла-Рошели (1572—1573), затем последовал за ним в Польшу. Вернувшись во Францию , показал себя активным сторонником католической лиги. Шарль де Гиз, герцог Майеннский назначил его губернатором Осона(1577). В 1592 году стал маршалом католической лиги.
После восшествия на престол Генриха IV лишился маршальской должности.
Автор «Воспоминаний Гаспара де Солкса», опубликованных в Лионе в 1657 году.